# 5861 Glynjones
5861 Glynjones (1982 RW) là một tiểu hành tinh vành đai chính được phát hiện ngày 15 tháng 9 năm 1982 bởi Bowell, E. ở Flagstaff.